# Il riflusso della marea
Il riflusso della marea (The Ebb Tide. A Trio and a Quartette) è un romanzo dello scrittore scozzese Robert Louis Stevenson, scritto in collaborazione con il figliastro Lloyd Osbourne, pubblicato in volume nel 1894.

## Trama
Tre uomini, Robert Herrick, ex impiegato vigliacco, Huish, ex scrivano e Davis, ex capitano di marina, falliti nella vita e rifugiatisi nelle isole del Pacifico, si trovano implicati in un balordo tentativo criminale, destinato a travolgerli definitivamente.
Nella prima parte del romanzo, intitolata The Trio, i protagonisti languiscono sulle spiagge di Papeete. Un giorno vengono incaricati di consegnare a Sydney il carico di champagne dello schooner Farallone. I tre accettano, ma in realtà il loro piano è di rubare lo schooner e rivenderlo con tutto il carico in Perù. Sopravvissuti ad una burrasca, scoprono però che lo champagne è composto per lo più di bottiglie piene d'acqua. A corto di cibo e senza più possibilità di realizzare il loro piano, ai tre non resta allora che approdare su una piccola isola non segnalata sulle mappe.
La seconda parte del romanzo, The Quartette, racconta l'incontro dei protagonisti con il misterioso governatore dell'isola, Attwater. Avido e fanatico, egli sfrutta i nativi dell'isola per il suo commercio di perle. I tre naufraghi, tentati dalla sua ricchezza, ordiscono un piano per sopraffarlo. Herrick, dopo un primo scontro, si unisce ad Attwater. Nello scontro finale Huish fallisce nel tentativo di uccidere Attwater e perde la vita mentre Davis, sconvolto psicologicamente, si pente di tutti i suoi peccati.

## Personaggi
"quei tre andavano alla deriva. La comune disgrazia li aveva riuniti: le tre creature di lingua inglese più disperate di Tahiti."
- Robert Herrick: è un uomo istruito, ha studiato a Oxford ed è appassionato di Virgilio, debole di carattere e incoerente, è totalmente estraneo all'ambizione dominante nel suo paese d'origine: arricchirsi.
- Capitano Davis: ex capitano colpevole di aver provocato la perdita della nave Sea Ranger a causa della sua ubriachezza.
- Huish: ex scrivano cockney, corporatura da nano, occhi vacui e sorriso sdentato. È lui ad avere l'idea di uccidere Attwater con del vetriolo.
- Attwater: entra in scena nella seconda parte del romanzo, appare al Trio per la prima volta sulla barca che accosta il Farallone. È un uomo massiccio, dallo sguardo virile, scuro come un tahitiano ma dai modi europei.